# Kền kền Bengal
Kền kền Bengal, tên khoa học Gyps bengalensis, là một loài chim trong họ Accipitridae.
Đây là loài bản địa Nam và Đông Nam Á. Loài này đã được liệt kê là cực kỳ nguy cấp trong Danh sách đỏ của IUCN từ năm 2000, khi số lượng bị suy giảm nghiêm trọng. Kền kền Bengal chết do suy thận do ngộ độc diclofenac. Trong thập niên 1980, số lượng loài này trên thế giới ước tính khoảng vài triệu cá thể, và nó được cho là "loài chim săn mồi lớn có nhiều nhất trên thế giới". Tính đến năm 2016, dân số toàn cầu được ước tính dưới 10.000 cá thể trưởng thành. 